# Socha Panny Marie (Oderský vrch)
Socha Panny Marie se nachází na masivu kopce Oderský vrch (1,6 km severovýchodně od vrcholu) u křižovatky starých polních cest ve vojenském újezdu Libavá v Oderských vrších (části pohoří Nízký Jeseník) v okrese Olomouc v Olomouckém kraji.
Socha z pískovce je umístěna podstavec z mramoru a zdiva a představuje Ježíšovu matku Marii shlížející z výšky a držící v rukou malého Ježíše. Vytvořil ji šternberský sochař Schulz. Na místo ji dal postavit a posvětit mlynář Demel ze zaniklé vesnice Vojnovice v roce 1912.
Socha byla poškozena vojenskou střelbou (jsou zde patrné stopy od projektilů) a erozí a také vyvrácena, přesto zůstává výrazným krajinným estetickým prvkem. Je to poslední původní socha v současném vojenském újezdu Libavá, která dosud stojí na svém místě po vysídlení německého obyvatelstva v roce 1946. Kvůli poloze ve vojenském újezdu Libavá je mimo vyhrazené dny v roce veřejnosti nepřístupná.

## Další informace

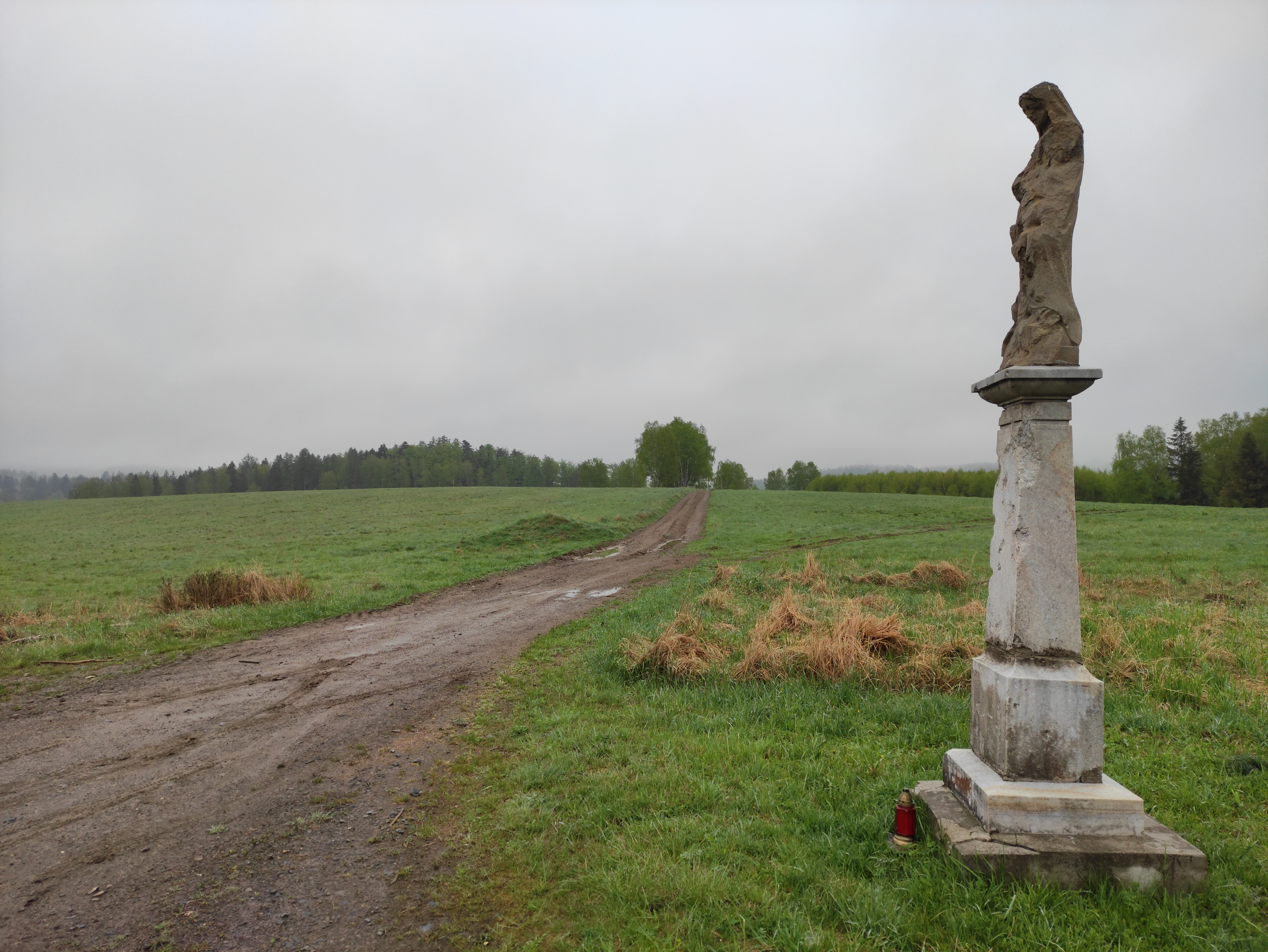

Socha je přístupná jen po polních a lesních cestách.
Místo bývá populární zastávkou v rámci cyklo-turistické akce Bílý kámen.
Poblíže, na opačné straně řeky Odry se nachází Hřbitovní kaplička (jediná dochovalá sakrální stavba ve vojenském újezdu Libavá).
Obvykle jedenkrát ročně může být místo a jeho okolí přístupné veřejnosti v rámci cyklo-turistické akce Bílý kámen.